# Gemeinderat (Schweiz)
Als Gemeinderat wird in der Schweiz je nach Gemeinde entweder das ausführende Organ (Gemeindeexekutive) oder das gesetzgeberische Organ (Gemeindeparlament) bezeichnet.

## Allgemeines
In den meisten kleineren Gemeinden, die nicht über ein Parlament verfügen, wird die Exekutive (und deren Mitglieder) als Gemeinderat bezeichnet. Sie besteht meistens aus fünf bis neun Mitgliedern, wovon eines das Amt des Gemeindepräsidenten bekleidet (in einzelnen Kantonen auch als Gemeindeammann oder Gemeindehauptmann bezeichnet; die Bezeichnung «Bürgermeister» wird in der Deutschschweiz lediglich in historischem Kontext verwendet). Die Gemeinderäte sind meistens nebenamtlich oder ehrenamtlich tätig, in grösseren Städten wie Bern oder Zürich hingegen vollamtlich. Viele Kleingemeinden haben es schwer, genügend Kandidaten zu finden. In Gemeinden ohne Parlament übernimmt die Gemeindeversammlung die Rolle der Legislative. In den meisten Kantonen wird die Gemeindeversammlung vom Gemeindepräsidenten geleitet. Im Kanton Bern wird für diese Aufgabe jedoch speziell ein Gemeindeversammlungspräsident gewählt, der das Amt während einer Legislatur ausübt.  
Vor allem in Städten im Kanton Bern wird die Exekutive als Gemeinderat und die Legislative als Stadtrat bezeichnet; in kleineren Gemeinden heisst das Parlament Grosser Gemeinderat. In der Grosszahl der Kleingemeinden des Kantons Zürich ist der Gemeinderat die Exekutive; in den grösseren Städten hingegen (Stadt Zürich, Stadt Winterthur) ist der Gemeinderat respektive Grosser Gemeinderat (Winterthur) die Legislative; der Stadtrat hat hier die Exekutiv-Funktion inne.
Meist wird die Gemeindeexekutive durch Majorzwahl gewählt, in einigen Städten und Gemeinden wie Bern und Biel aber nach dem Proporzsystem. In einigen Gemeinden wird dabei auch der Gemeinde- oder Stadtpräsident vom Volk gewählt, in anderen übernimmt diese Aufgabe jährlich das Parlament. Dabei ist meist ein Turnusverfahren üblich.
Die Aufgaben und Kompetenzen der Gemeindeexekutive unterscheiden sich stark. In vielen Gemeinden ohne Parlament gibt es Kommissionen, die einige legislative, aber auch exekutive Funktionen wahrnehmen. Beispiele hierfür sind Finanzkommissionen (meist mit der Ausarbeitung des Gemeindebudgets beauftragt) oder die  Sozialhilfekommission (welche in einigen Gemeinden für die Vergabe der Sozialhilfe zuständig ist). In einigen Gemeinden hat die Exekutive nur die Aufsicht und Führung der Verwaltung als Aufgabe, während sie andernorts selbst mit Verwaltungsaufgaben beauftragt ist.